# Trællene
Trællene er en dansk animeret tv-serie fra 1978-1980 instrueret af Jannik Hastrup m.fl. og baseret på Sven Wernströms bogserie Trællene. Serien fortæller om livet på samfundets bund i Sverige fra omkring 1000 og frem til midten af 1800-tallet. Serien er i tre afsnit med hver tre dele, der kan ses uafhængigt af hinanden.
Da serien blev vist af svenske SVT mellem 1980 og 1982 valgte disse at censurere flere scener i serien, blandt andet den hvor trællen Halte ofres under brutale forhold.

## Handling
Første afsnit er Trællene fra 1978 bestående af de tre dele Halte, Ylva og Oluf. Den viser livet for trællene i slutningen af vikingetiden og den tidlige middelalder. Afsnittet blev instrueret af Jannik Hastrup, Li Vilstrup, Malene Ravn, Kjeld Simonsen og Anne-Marie Steen Petersen samt af Poul Dupont og Ebbe Preisler på anden del.
Andet afsnit er Trællenes oprør fra 1979 bestående af de tre dele Den sorte død, Oprør og svig og Bøddelens datter. Den viser livet for de undertrykte bønder og de udskudte i slutningen af middelalderen. Afsnittet blev instrueret af Jannik Hastrup, Kjeld Simonsen og Anne-Marie Steen Petersen.
Tredje afsnit er Trællenes børn fra 1980 bestående af de tre dele Credentia, Flugten fra spindehuset og Englefabrikken. Den viser livet for de fattige under renæssancen og den tidlige industrialisering. Afsnittet blev instrueret af Jannik Hastrup, Birthe Dalland, Preben Nygård, Liller Møller, Poul Dupont, Malene Ravn, John Ravn, Purnima Rao og Anders Sørensen.

## Afsnit
| # | Titel                     | Første sendedag  |
| --- | ------------------------- | ---------------- |
| 1 | "Halte"                   | 27. marts 1978   |
| Omkring år 1000 lever bonden Sigsten og hans familie på deres gård i det mellemste Sverige. Her vokser trældrengen op. Der er ikke tid til leg, og der skal arbejdes hårdt, for at gårdens folk kan blive mætte. Slår høsten fejl, truer sultedøden. En dag hvor drengen vogter svin, bliver han bidt i benet af en vild so. Benet er ødelagt, og herefter får drengen navnet Halte. |                           |                  |
| 2 | "Ylva"                    | 27. marts 1978   |
| Tiden er nu omkring år 1150. Trælpigen Ylva og bondedrengen Ingvar er født på samme dag og samme gård. Hendes liv er bestemt til trællearbejde, hans til at være en fri mand. Ingvar har også en ældre bror, Holmsten og to søstre. Havde gårdmanden haft flere sønner kunne de have dyrket mere jord. Nu kan de lige dyrke det nødvendigste. Da Ylva og Ingvar er 12 år, bliver Holmsten kastet af en hest og dør. |                           |                  |
| 3 | "Oluf"                    | 27. marts 1978   |
| Tiden er nu omkring år 1250. På sit dødsleje frigiver bonden Halvdan sine trælle, for han tror, at han på denne måde kommer i himlen. Trællene Alrik og Åsa og deres søn Oluf tager til landsbyen som frie mennesker. Men det er ikke let for fattige folk at blive byboer. Der bliver opkrævet skat til kongen, til paven og til kirken. |                           |                  |
| 4 | "Den sorte død"           | 8. oktober 1979  |
| Det er Skt. Olavs dag i den svenske by Norrköping i året 1349, og der er fest. Der holdes dystre taler om, hvordan kongens magt breder sig. Under festen aftales der giftemål mellem den 12-årige Gerd og Henrik, der er 16 år. Gerd ville hellere have haft Martin, som er en af hendes gode venner, men hun bliver ikke spurgt. Alvoren rammer byen i form af en frygtelig sygdom - den sorte død - som er på vej. Truslen herfra kommer til at præge bryllupsfesten.                                                                                            |                           |                  |
| 5 | "Oprør og svig"           | 8. oktober 1979  |
| Det er året 1450, oprørets tid i Europa. De store jordbesidderes magt er ved at være brudt. Nye herrer har tjent sig rige på handel og industri. På Händilö ved Norrköping passer den 14-årige Bengt kvæg. En dag får han øje på fogedens mænd, der er på vej til øen for at opkræve skatter og plyndre. Bengt advarer de andre bønder. Kvinder og børn gemmer sig i skoven og mændene og de store drenge lægger en fælde for ridderne, som alle omkommer. Sådan et oprør kan ikke forblive ustraffet, fogeden sender 60 mand, men de fleste bønder når at flygte. |                           |                  |
| 6 | "Bøddelens datter"        | 8. oktober 1979  |
| Året 1542. Bøddelen Melker bor sammen med sin datter Ketil på Norrköpings bøddelgård, som også fungerer som en slags nødherberg for samfundets udskudte. En af disse, munken Jeronimus, fortæller om kong Gustav Vasa og hans adel i Stockholm. De udsuger folket, og kongen har forbudt den katolske tro og indført den lutheranske lære, som passer bedre til samfundet, som det er indrettet nu. Udover sit arbejde som bøddel er Melker også natmand: Han tømmer byens lokumsspande.                                                                           |                           |                  |
| 7 | "Credentia"               | 14. oktober 1980 |
| Vi skriver 1633 og der er intet nyt under solen. Sædvanen tro hærges Europa af krige. Jonas og tre af børnene dør af pest. Mor Karen er alene tilbage med sønnen Lasse og datteren Gunhild. De tager den forældreløse Credentia til sig. Hun arbejder på den nye papirmølle, hvor Lasse også får arbejde. Om vinteren føder Credentia i hemmelighed et barn, der viser sig at være dødfødt. |                           |                  |
| 8 | "Flugten fra spindehuset" | 14. oktober 1980 |
| Det er juleaften 1742. Jan på 7 år bor hos sine gamle plejeforældre. De er fattige og må tjene til livets ophold ved at karte og spinde garn til byens store væverier. Den 14-årige Lotta dukker op og de tager hende til sig. Arbejdet med at spinde og karte er dårligt betalt og Lotta og Jan går rundt i byens gader og tigger, for at de kan få mad på bordet. Men det er forbudt at tigge. |                           |                  |
| 9 | "Englefabrikken"          | 14. oktober 1980 |
| I året 1860 bliver den 16-årige Kristine ansat som barnepige hos en rig fabrikant. Han voldtager hende og hun bliver indlagt på byens fattighospital. Senere får hun tilbudt arbejde hos byens jordemoder. Her kommer mange forskellige kvinder - ofte langvejs fra. De føder deres børn i hemmelighed og ofte bortadopteres børnene. Jordemoderen spørger ikke om noget og vil intet vide. |                           |                  |

## Stemmer
- Berthe Qvistgaard
- Karl Stegger
- Ove Sprogøe
- Kirsten Peüliche
- Jesper Klein
- Lone Lindorff
- Birgit Brüel
- Arne Skovhus
- Per Pallesen
- Jesper Christensen
- Tove Maës
- Anne-Lise Gabold
- Anne Marie Helger
- Arne Hansen
- Poul Thomsen
- Helle Ryslinge
- Malene Krogh
- Simon Vilstrup
- Pernille Dalland
- Dagmar Andreasen
- Hermod Knudsen
- Helle Rasmussen
- Ingrid Oustrup Jensen
- Egon Stoldt
- Jimmy Johansen
- Anna Sperling
- Laila Vilstrup